# Iké Ugbo
Iké Ugbo (London, 1998. szeptember 21. –) angol születésű kanadai válogatott labdarúgó, a francia Troyes csatárja.

## Pályafutása

### Klubcsapatokban
Ugbo Anglia fővárosában született, Londonban született. Az ifjúsági pályafutását a helyi Chelsea akadémiájánál kezdte.
2016-ban mutatkozott be a Chelsea első osztályban szereplő felnőtt keretében. 2017 és 2021 között a Barnsley, a Milton Keynes Dons és a Scunthorpe United, illetve a holland Roda JC és a belga Cercle Brugge csapatát erősítette kölcsönben. 2021-ben a Genkhez igazolt. A 2021–22-es szezon második felében a francia első osztályban szereplő Troyes-nél szerepelt kölcsönben. A lehetőséggel élve, 2022. augusztus 4-én négyéves szerződést kötött a Troyes együttesével. Először a 2022. augusztus 14-ei, Toulouse ellen 3–0-ra elvesztett mérkőzés 59. percében, Jackson Porozo cseréjeként lépett pályára. Első gólját 2022. szeptember 4-én, a Rennes ellen hazai pályán 1–1-es döntetlennel zárult találkozón szerezte meg.

### A válogatottban
Ugbo az U17-es és az U20-as korosztályú válogatottakban is képviselte Angliát.
2021-ben debütált a kanadai válogatottban. Először a 2021. november 13-ai, Costa Rica ellen 1–0-ra megnyert mérkőzés 83. percében, Jonathan Davidot váltva lépett pályára.

## Statisztikák
2023. június 3. szerint
| Klub                            | Szezon   | Osztály        | Bajnokság | Bajnokság | Kupa  | Kupa | Nemzetközi | Nemzetközi | Összesen | Összesen |
| Klub                            | Szezon   | Osztály        | Meccs     | Gól       | Meccs | Gól  | Meccs      | Gól        | Meccs    | Gól      |
| ------------------------------- | -------- | -------------- | --------- | --------- | ----- | ---- | ---------- | ---------- | -------- | -------- |
| Barnsley (kölcsönben)           | 2017–18  | Championship   | 16        | 1         | 2     | 1    | —          | —          | 18       | 2        |
| Milton Keynes Dons (kölcsönben) | 2017–18  | League One     | 15        | 2         | 2     | 0    | —          | —          | 17       | 2        |
| Scunthorpe United (kölcsönben)  | 2018–19  | League One     | 15        | 1         | 1     | 0    | —          | —          | 16       | 1        |
| Roda JC (kölcsönben)            | 2019–20  | Eerste Divisie | 28        | 13        | 1     | 0    | —          | —          | 29       | 13       |
| Cercle Brugge (kölcsönben)      | 2020–21  | Jupiler League | 32        | 16        | 2     | 1    | —          | —          | 34       | 17       |
| Genk                            | 2021–22  | Jupiler League | 18        | 3         | 2     | 2    | 5          | 1          | 25       | 6        |
| Troyes (kölcsönben)             | 2021–22  | Ligue 1        | 14        | 5         | 0     | 0    | —          | —          | 14       | 5        |
| Troyes                          | 2022–23  | Ligue 1        | 25        | 2         | 1     | 0    | —          | —          | 26       | 2        |
| Troyes                          | Összesen | Összesen       | 39        | 7         | 1     | 0    | 0          | 0          | 40       | 7        |
| Összesen                        | Összesen | Összesen       | 163       | 43        | 11    | 4    | 5          | 1          | 179      | 48       |

### A válogatottban
| Válogatott | Év       | Pályára lépés | Gól |
| ---------- | -------- | ------------- | --- |
| Kanada     | 2021     | 1             | 0   |
| Kanada     | 2022     | 7             | 0   |
| Összesen   | Összesen | 8             | 0   |